# Concezione romantica della storia
Nell'età del Romanticismo e della Restaurazione si avanzava una nuova concezione della storia che intendeva valorizzare le specificità dei singoli popoli, con le loro peculiari vicende, tradizioni e identità, in polemica con l'ugualitarismo illuminista ritenuto astratto e utopico. 

La libertà che guida il popolo, di Eugène Delacroix, 1833 (Parigi, Museo del Louvre)

La tendenza a riscoprire valori, istituzioni ed aspetti storici radicati nel passato si presentò in maniera ambigua, potendo essere interpretata sia come difesa del sentimento nazionale nei confronti del dispotismo, unita all'anelito per la libertà religiosa contro l'oppressione politica, ma dall'altro come un richiamo a forme conservatrici e autoritarie di governo, basate su una reazione all'idea in sé di progresso.

## La nuova concezione romantica della Storia
(Adolfo Omodeo)
Le vicende della Rivoluzione francese e il periodo napoleonico avevano dimostrato l'insufficienza del tentativo illuministico di penetrare il senso degli eventi storici con gli schemi astratti della pura ragione. Gli alti e nobili fini perseguiti dagli intellettuali del secolo dei lumi erano infatti tramontati nelle stragi del Terrore, e il sogno di libertà si era convertito nella tirannide napoleonica, che mirando alla realizzazione di un'Europa collocata al di sopra delle singole nazioni ne aveva determinato invece la ribellione proprio in nome del loro sentimento di nazionalità che si mescolava ora alla religione. 
L'insurrezione spagnola (1812) combatteva gli occupanti francesi in nome del cattolicesimo contro l'ateismo, la resistenza russa (1812) distruggeva l'armata napoleonica portando in processione le sacre icone, i Greci (1821) si battevano per la loro indipendenza e per la loro religione contro i musulmani turchi. Religione e patria si mescolavano nelle opere degli esuli polacchi che la fallita rivoluzione del 1830 disperdeva come il popolo d'Israele in una biblica diaspora in tutta Europa. Chiedevano a Dio il perdono dei loro peccati che avevano suscitato la vendetta divina con lo smembramento della loro patria.
(Adolfo Omodeo, Scritti scelti, Mondadori, Milano, 1934)
Rinacque una fiducia che fosse Dio a guidare la storia, al di là dei progetti che gli uomini ingenuamente si propongono di conseguire, incosapevoli dell'operare nascosto di una provvidenza. Il tentativo giacobino di sradicare il cristianesimo portò in maniera controproducente alla rivalutazione di questo come fondamento della della civiltà umana; la sua sostituzione col culto della Ragione, nel nome paradossale della tolleranza, apparve mosso da convincimenti puramente cerebrali e di parte, determinando un cambio di prospettiva a cui contribuì la rivoluzione filosofica che stava avvenendo in Germania sotto la spinta di Kant ed Hegel.
(Adolfo Omodeo, Il Cristianesimo medioevale e moderno, 1948)
L'idea di nazione sorge e trionfa così con il Romanticismo che, contrapponendosi al razionalismo cosmopolita dell'Illuminismo, esaltò il sentimento, la fantasia, l'amore per l'arte, la poesia e la natura, l'individualità, il principio del particolare, del singolo:
(Federico Chabod, L'idea di nazione, Roma-Bari, Laterza, 1967, pp. 17-23)
La presa di coscienza che il progresso non segue un percorso lineare ma tortuoso, in cui si alternano avanzamenti e regressioni, portò in Italia alla riscoperta della filosofia di Giambattista Vico, teorico di una concezione ciclica del tempo fatta di «corsi e ricorsi» storici, mentre in Germania Johann Gottfried Herder, su posizioni simili, sosteneva la dipendenza della natura umana dai concetti di spirito del popolo e del tempo, secondo cui non solo vi è una radicale differenza tra individui appartenenti a popoli diversi, ma la loro natura cambia anche nel corso delle epoche.

## La concezione tradizionalista
Da questa nuova concezione romantica della storia, in cui si ritenevano all'opera forze nascoste di carattere soprannaturale, accanto a quelle umane, si promanano due visioni divergenti: la prima è una prospettiva tendenzialmente tradizionalista, segnata da un certo pessimismo, mitigato però da una fiducia nell'intervento della Provvidenza, rivolta al trascendente.
La presenza di Dio nella storia poteva comportare l'avvento di un'apocalisse, di cui 
Napoleone era stato con le sue continue guerre la prefigurazione dell'Anticristo, ma i lutti e le sofferenze da questa provocate sembravano funzionali alla rivelazione e realizzazione dei disegni divini, per eventualmente preservare e conservare quanto di buono era stato realizzato: la consapevolezza che non si potesse cancellare tutto ciò che era accaduto dalla Rivoluzione in poi, restaurando semplicemente il passato, era infatti diffusa. I sovrani restaurati dal Congresso di Vienna tenteranno di ripristinare le vecchie strutture politiche e sociali spazzate via dalla Rivoluzione francese e da Napoleone ma il loro sarà un compito impossibile. «L'aratro della Rivoluzione» scrive lo storico tedesco Franz Mehring «aveva sconvolto troppo in profondità il suo terreno, fino ai campi di neve della Russia; un ritorno alle condizioni che avevano dominato in Europa fino al 1789 era impossibile».
È stato detto che, mentre Napoleone veniva sconfitto sui campi di battaglia, gli ideali di cui si era fatto portatore ispiravano quei sovrani reazionari che lo combattevano. Si erano visti sovrani conservatori pressati dai tempi nuovi come Ferdinando IV di Borbone re di Napoli e Ferdinando VII di Spagna che fin dal 1812 avevano concesso ai loro sudditi addirittura la Costituzione. Vero è che questi stessi sovrani, dopo la caduta di Napoleone, cancellarono con un tratto di penna quanto avevano concesso ma dovettero poi affrontare moti insurrezionali interni che riuscirono a fatica a controllare solo con l'intervento della Santa Alleanza.

### Gli antesignani e i teorici della Restaurazione

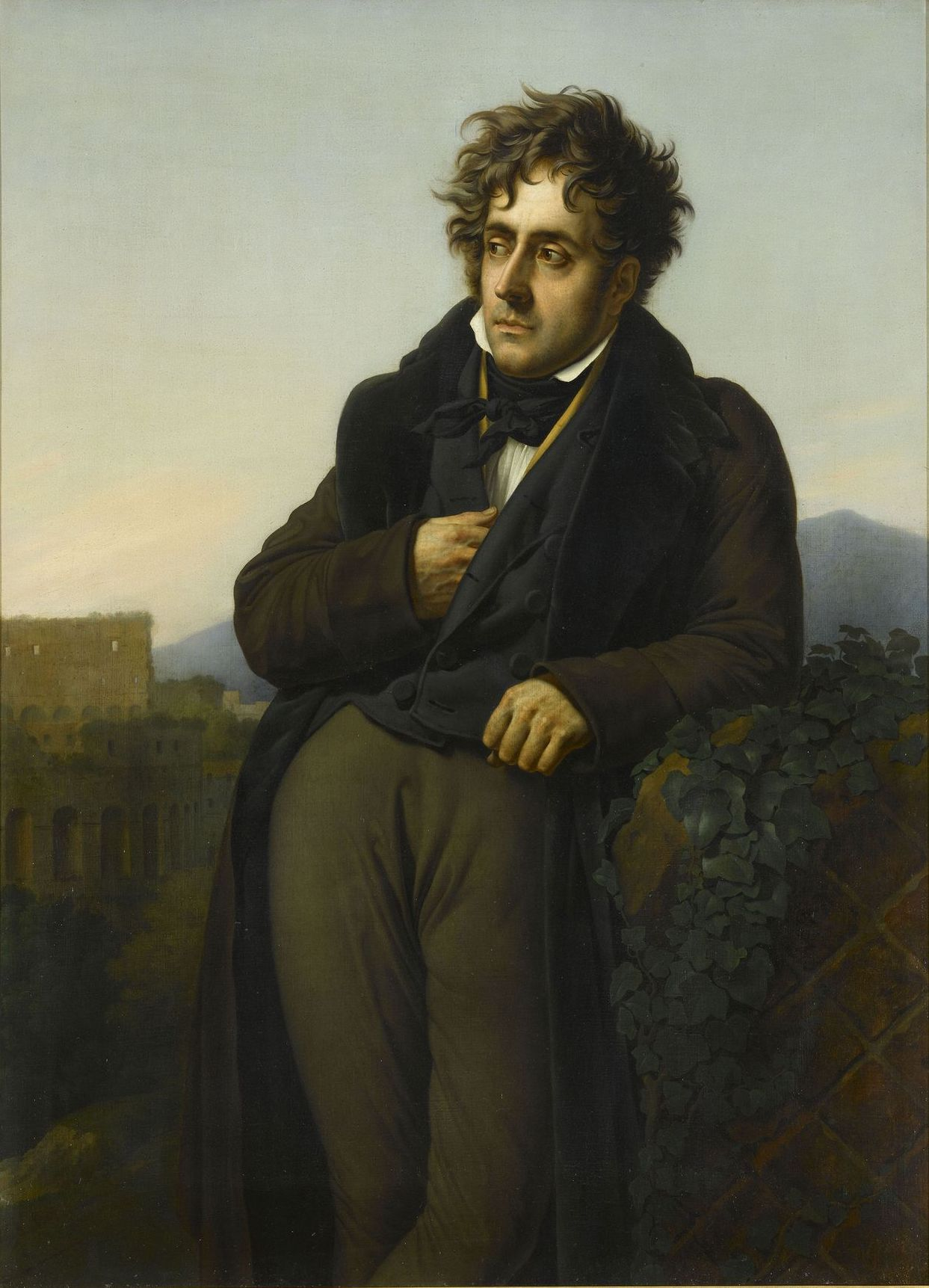
François-René de Chateaubriand

Questa nuova visione della storia intesa come espressione misteriosa della volontà divina e quindi come base teorica della unione di politica e religione e della legittimità del potere politico per grazia di Dio, aveva avuto, già prima della Restaurazione, i suoi principali teorici in Edmund Burke, François-René de Chateaubriand (1768–1848) e in Louis de Bonald. 

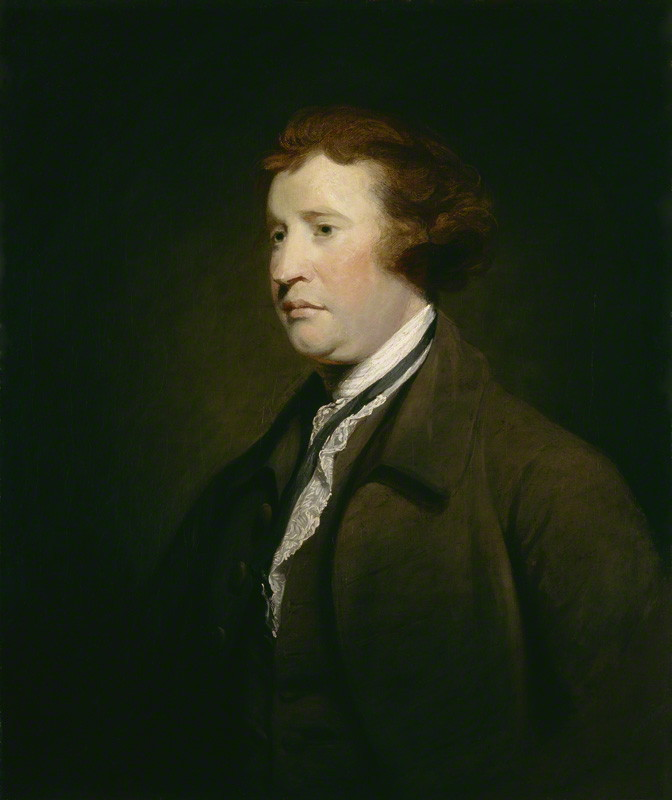
Edmund Burke

Nelle "Riflessioni sulla Rivoluzione francese" (1790), Edmund Burke mettendo a confronto la rivoluzione inglese con quella francese vede nella prima una linea evolutiva che si era sviluppata per gradi nel rispetto delle tradizioni e questo «lascia libera la possibilità di nuovi acquisti, ma fornisce la garanzia assicurata di ogni acquisto» mentre la seconda gli appare come un evento caotico in cui si mescolano «leggerezza e ferocia, confusione di delitti e di follie travolti insieme». Nella stessa opera contesta il principio della sovranità popolare e della democrazia a cui contrappone la supremazia dell'aristocrazia e dell'ordine sociale legittimati dalla loro natura divina. Per lui le masse miserabile massa di pecore, che esprimono una maggioranza che scioccamente pretende di prevalere sulla minoranza mentre non sa distinguere il suo vero interesse, sono il sostegno del dispotismo e la Rivoluzione francese era perciò destinata a fallire poiché si era allontanata dalla grande e diritta via della natura.
François-René de Chateaubriand fin dal 1802 aveva attaccato con il suo "Génie du Christianisme" (Genio del Cristianesimo)  le dottrine illuministiche accusandole di estremo razionalismo e difendendo la religione e il cristianesimo celebrato soprattutto per la sua benefica influenza nell'arte e per avere risvegliato quella nostalgia storica per il passato che diventa elemento fondamentale del romanticismo.
Louis de Bonald (1754-1840) fervente monarchico e cattolico, questo aristocratico  fu la voce più importante degli ultra-legittimisti. Aveva aderito all'inizio alle idealità rivoluzionarie che ripudiò dopo i provvedimenti anticlericali sanciti con la Costituzione civile del clero.
(Louis de Bonald, "Teoria del potere politico e religioso nella società civile", 1796)

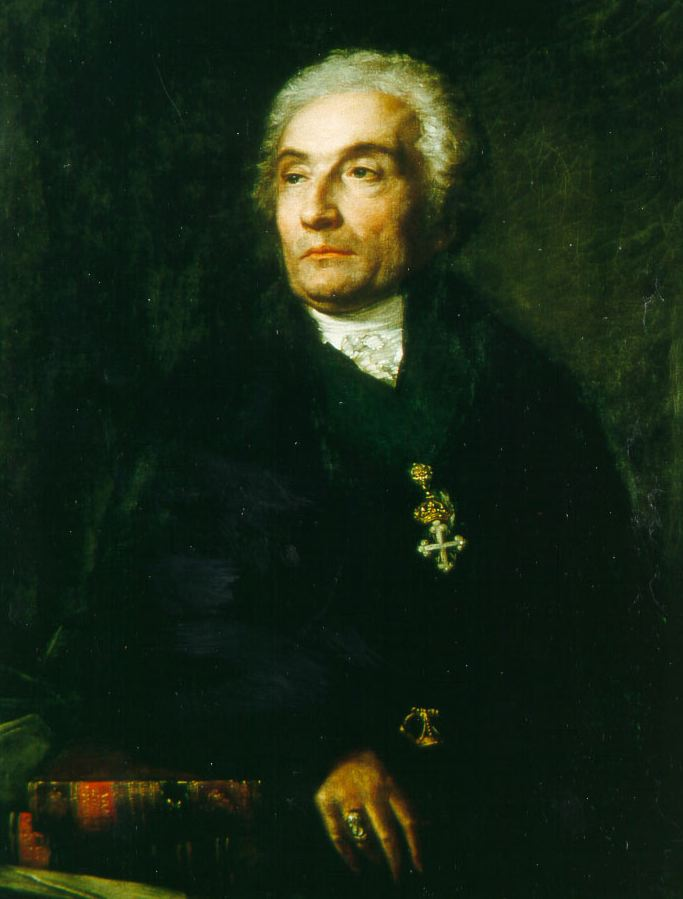
Joseph Marie de Maistre

Nelle sue numerose opere, attaccò la Dichiarazione dei diritti dell'uomo e del cittadino, il Contratto sociale di Jean-Jacques Rousseau e le innovazioni sociali e politiche portate dalla Rivoluzione sostenendo il ritorno all'autorità della monarchia e della religione. La rivoluzione stessa, egli sosteneva, è una specie di prova dell'esistenza di Dio, poiché mette in luce come l'eliminazione della religione conduca alla distruzione della società. L'ambito religioso e quello politico sono, agli occhi di Bonald, inseparabili.
Ma il vero ideologo della Restaurazione fu Joseph De Maistre. Sulla linea del tradizionalismo di Burke, nell'opera Du pape (1819) egli sostiene la concezione della storia come depositaria di valori etici trascendenti. Nel Medioevo la Chiesa è stata il sostegno dell'ordine sociale e questo la rende superiore al potere civile. Le teorie illuministiche sulla libertà naturale dell'uomo sono semplici follie e diaboliche stranezze. L'uomo è troppo malvagio per poter essere libero, egli è invece nato naturalmente servo e tale è stato sino a quando il cristianesimo l'ha liberato. Il cristianesimo autentico è quello rappresentato dal papa romano che ha proclamato la libertà universale ed è l'unico nella generale debolezza di tutte le sovranità europee ad aver conservato la sua forza e il suo prestigio.
De Maistre condivide poi l'analisi di Burke sulla falsa pretesa della maggioranza di prevalere sulla minoranza mentre dovunque «il piccolissimo numero ha sempre condotto il grande» e per questo è buon diritto dell'aristocrazia assumere la guida del paese.

## La concezione liberale

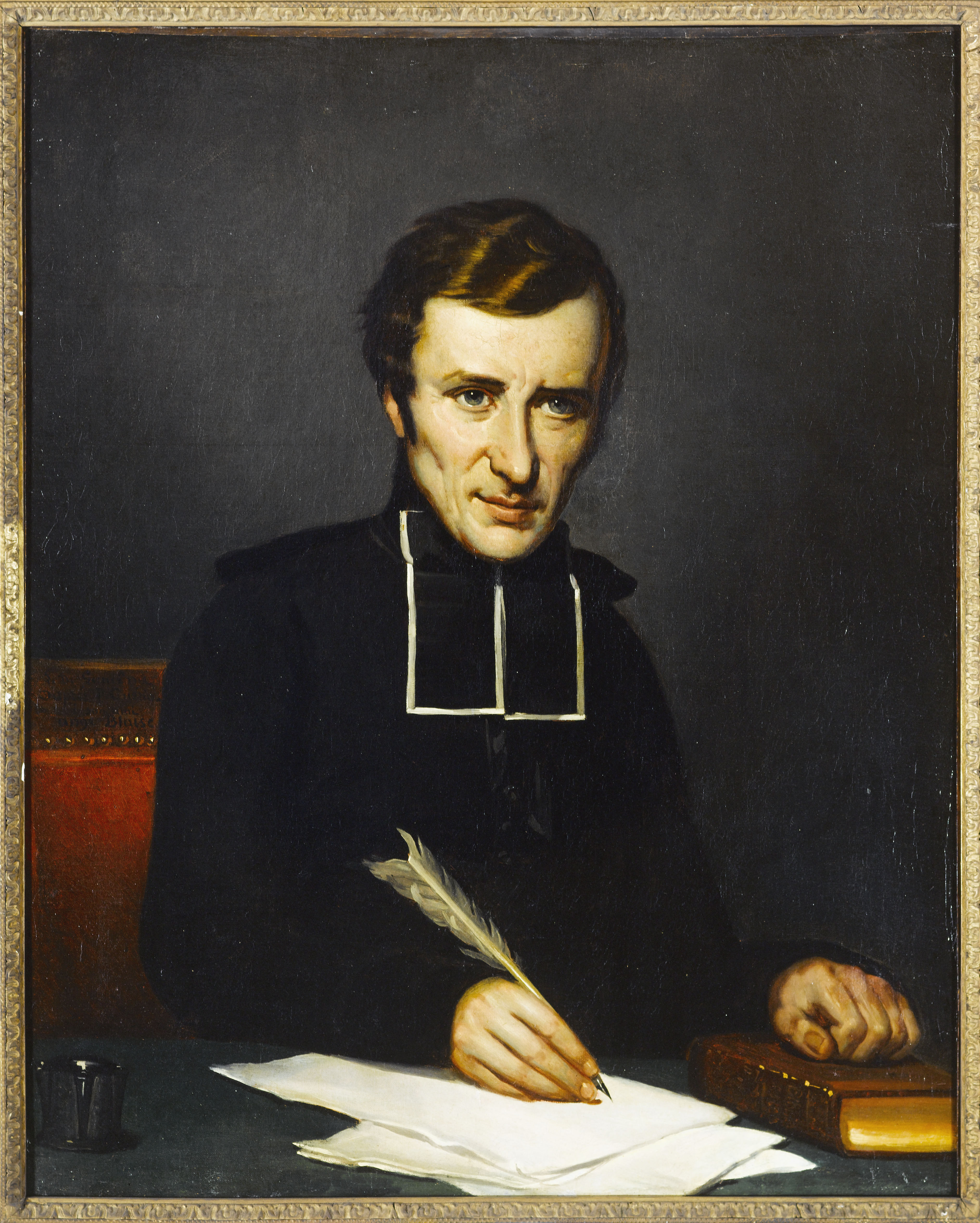
Felicité Robert de Lamennais

Un'altra prospettiva, che nasce dalla stessa concezione della storia guidata dalla Provvidenza, è quella che potremo definire liberale che vede nell'azione divina una volontà diretta, nonostante tutto, al bene degli uomini, pur attraverso le difficoltà e le sofferenze, nella convinzione che «Dio non turba mai la gioia de' suoi figli, se non per prepararne loro una più certa e più grande» secondo le parole di Manzoni. Una concezione progressiva quindi che è presente in Italia nel pensiero politico di Gioberti con il progetto neoguelfo, e nell'ideologia mazziniana.
È questa una visione dinamica della storia che troviamo in Saint Simon con la concezione di un nuovo cristianesimo per una nuova società, o in Lamennais (1782–1854)  che fonda il cattolicesimo liberale, ideologia che vede nel cattolicesimo una forza rigeneratrice della vita sociale e della storia degli uomini. Partito da posizioni reazionarie espresse contro la rivoluzione e le libertà e dalla riaffermazione dell'autorità centrale della Chiesa sui vescovi, nell'opera Dei progressi della rivoluzione e della guerra contro la chiesa (1829) e nel giornale l'Avenir (1830) arrivò a sostenere la separazione tra Chiesa e Stato dove la prima, abbandonando ogni alleanza e complicità con il potere politico, si rivolgeva direttamente ai popoli trasformando così la società civile in una società cristiana.
Dovette quindi scontrarsi con la reazione di papa Gregorio XVI che con l'enciclica Mirari vos  (15 agosto 1832) condannava apertamente le posizioni del cattolici liberali e ogni loro idea di abolire il concordato.
Con la pubblicazione delle Parole di un credente (1834) Lamennais approderà a concezioni radicali dove il cristianesimo è trasformato in pura dottrina sociale senza fondamento.